# Hadulipolia dasypolioides
Hadulipolia dasypolioides är en fjärilsart som beskrevs av Charles Boursin 1964. Hadulipolia dasypolioides ingår i släktet Hadulipolia och familjen nattflyn. Inga underarter finns listade i Catalogue of Life.